# 萊米斯維爾
萊米斯維爾是瑞士的城鎮，位於該國中西部，由伯恩州負責管轄，面積4.6平方公里，七成半土地是農業用地，海拔高度602米，2010年人口398，人口密度每平方公里87人。